# Dispensierrecht
Unter Dispensierrecht oder Dispensierfreiheit versteht man die vom Gesetzgeber erteilte Erlaubnis, apotheken- und verschreibungspflichtige Arzneimittel herstellen, mischen, lagern und abgeben zu dürfen – was dem Führen einer Apotheke gleichkommt.
Nach dem sogenannten „Edikt von Salerno“ sind die Tätigkeitsgebiete von Apothekern und Humanmedizinern getrennt; letztere haben daher in Deutschland kein Dispensierrecht.
Eine Ausnahme vom Apothekenmonopol ist jedoch das tierärztliche Dispensierrecht, welches historisch durch einen dem Edikt von Salerno zugeordneten Nachtrag verbürgt ist. In der weiteren Geschichte finden sich Dienstverträge, die diese Regelung als Gewohnheitsrecht für Berufsgruppen mit Kenntnissen über einzelne Tierarten, wie z. B. Hufschmiede, Schäfer, Jäger oder Abdecker, übernehmen. Ab Anfang des 19. Jahrhunderts folgten gesetzliche Regelungen, deren Fortschreibung sich im aktuell geltenden Arzneimittelgesetz (AMG) wiederfindet.
Die gesetzliche Grundlage des Dispensierrechts in Deutschland ist das Arzneimittelgesetz. Für Tierärzte gilt zusätzlich die Verordnung über tierärztliche Hausapotheken (TÄHAV).

## Ärztliches Dispensierrecht
In anderen Ländern gilt das Apothekenmonopol für die Humanmedizin nicht oder nur bedingt. So erlauben fast alle Kantone in der Schweiz auch ärztliche Hausapotheken, auch in Liechtenstein, in den Niederlanden, im Vereinigten Königreich, in Ungarn und zum Teil in Griechenland, Frankreich, Spanien und Belgien haben Ärzte die Möglichkeit der direkten Abgabe von Medikamenten. In Österreich gibt es Mindestentfernungen von Hausapotheken zu öffentlichen Apotheken, so dass ärztliche Hausapotheken nur in dünn besiedelten Gebieten ohne Apotheke agieren dürfen.

## Tierärztliches Dispensierrecht

### Deutschland

#### Recht des Tierarztes
Ein approbierter Tierarzt darf apotheken- und verschreibungspflichtige Arzneimittel
- zur Anwendung an von ihm behandelte Tiere vom Großhandel oder Hersteller beziehen (§ 47 Abs. 1 Nr. 6 AMG)
- an den Halter von ihm behandelter Tiere abgeben (§ 43 Abs. 4 und 5 AMG)
- zur Anwendung an von ihm behandelte Tiere in einer tierärztlichen Hausapotheke selber herstellen (§ 13 Abs. 2 Nr. 3 AMG, § 21 Abs. 2 Nr. 4 AMG) und lagern (§ 9 TÄHAV)

Diese Ausnahme vom Apothekenmonopol gilt nur im Rahmen einer ordnungsgemäßen Behandlung der Tiere. Das heißt, dass
1. die Tiere oder der Tierbestand vor Anwendung des Arzneimittels in angemessenem Umfang und nach den Regeln der tierärztlichen Wissenschaft untersucht worden sind und dass
2. die Anwendung der Arzneimittel und der Behandlungserfolg vom Tierarzt kontrolliert werden.

#### Bedingungen zur Ausübung des tierärztlichen Dispensierrechts
Nur ein approbierter Tierarzt darf eine tierärztliche Hausapotheke führen und damit das Dispensierrecht ausüben. Umgekehrt gilt, dass wenn ein Tierarzt seine Approbation verliert, er keine Tierärztliche Hausapotheke führen und auch das Dispensierrecht nicht mehr ausüben darf.
Die tierärztliche Hausapotheke muss zuvor bei der zuständigen Behörde, oft beim Veterinäramt, angezeigt werden (§ 67 Abs. 1 AMG) und wird dann von diesem in regelmäßigen Abständen (ca. alle 2 Jahre) kontrolliert (§ 13 Abs. 4 TÄHAV).
Die tierärztliche Hausapotheke muss über einen oder mehrere geeignete Betriebsräume verfügen, die so beschaffen sein müssen, dass sie eine einwandfreie Herstellung, Prüfung, Lagerung und Abgabe der Arzneimittel ermöglichen. Das heißt, sie müssen sich in einem ordnungsgemäßen baulichen und hygienischen Zustand befinden, insbesondere sauber, trocken und gut belüftbar sein und dürfen nicht zu praxisfremden Zwecken verwendet werden (§ 3 TÄHAV). Es müssen die Geräte, welche für den ordnungsgemäßen Betrieb der betreffenden tierärztlichen Hausapotheke benötigt werden, in einwandfreiem Zustand vorhanden sein (§ 4 Abs. 1 TÄHAV).
Außerdem müssen in den Betriebsräumen die einschlägigen Rechtsvorschriften über den Verkehr mit Arzneimitteln, Betäubungsmitteln, die Arzneimittelpreisverordnung und, soweit Art und Umfang der Tätigkeit erforderlich, die amtliche Ausgabe des Arzneibuches in der jeweils aktuellen Fassung verfügbar sein (§ 4 Abs. 2 TÄHAV).
Der Tierarzt muss alle Arzneimittel in Betriebsräumen an einem einzigen Standort (Ausnahmen gelten für zoologische Gärten, Tierheime, Versuchstierhaltungen, Tierkliniken, Hochschulen und Besamungsstationen) in übersichtlicher Anordnung, getrennt von anderen Mitteln und mit dauerhaften und deutlichen Aufschriften versehen, so lagern, dass ihre einwandfreie Beschaffenheit erhalten bleibt, und sie Unbefugten nicht zugänglich sind (§ 9 TÄHAV).
Die Menge der in der tierärztlichen Hausapotheke gelagerten und in der Außenpraxis (d. h. im Auto) mitgeführten Tierarzneimittel ist auf das unbedingt erforderliche Ausmaß zur Sicherstellung der arzneilichen Versorgung von Tieren beschränkt (§ 9 Abs. 1 und § 11 Abs. 2 TÄHAV).
Des Weiteren muss der Tierarzt die Teilnahme am Betäubungsmittelverkehr zuvor der Bundesopiumstelle gemäß § 4 Abs. 3 BtMG schriftlich anzeigen. Aufgrund dieser Anzeige erhält er seine persönliche BtM-Nummer zugewiesen, mit der er Betäubungsmittel verschreiben darf.
Eine weitere Vorgabe, die der Tierarzt zu beachten hat, betrifft die Auswahl des Arzneimittels zur Behandlung. Die eingesetzten Arzneimittel müssen grundsätzlich für die behandelte Tierart und für die zu behandelnde Krankheit zugelassen sein. Erst im Fall eines Therapienotstandes, bei dem kein den genannten Kriterien entsprechendes Arzneimittel verfügbar ist, darf der Tierarzt auf andere Arzneimittel ausweichen. Bei dieser sogenannten Umwidmung von Arzneimitteln ist der Tierarzt an die rechtlich vorgegebene Umwidmungskaskade gebunden. Nach dieser muss er vorrangig in Deutschland zugelassene Tierarzneimittel einsetzen, bevor er z. B. auf in Deutschland zugelassene Arzneimittel für Menschen oder europäische Tierarzneimittel ausweichen darf (§ 56a Abs. 2 AMG).

#### Rechtsvorschriften zur Ausübung des tierärztlichen Dispensierrechts
Im Rahmen des Dispensierrechts und des Betriebs einer tierärztlichen Hausapotheke hat der Tierarzt neben der Tierärztlichen Hausapothekenverordnung (TÄHAV) zahlreiche Gesetze, Vorschriften und Richtlinien einzuhalten. Zum einen sind die generell für Apotheken geltenden arzneimittelrechtlichen Vorschriften wie das Arzneimittelgesetz (AMG), die Verordnung über die Verschreibungspflicht von Arzneimitteln (Arzneimittelverschreibungsverordnung – AMVV), die Verordnung über apothekenpflichtige und freiverkäufliche Arzneimittel und die Arzneimittelpreisverordnung zu beachten.
Für den Umgang mit Impfstoffen sind das Tiergesundheitsgesetz (TierGesG) und die Verordnung über Sera, Impfstoffe und Antigene nach dem Tiergesundheitsgesetz maßgebend. Für die Verschreibung von Betäubungsmitteln sind das Betäubungsmittelgesetz (BtMG) sowie die  Betäubungsmittel-Verschreibungsverordnung (BtMVV) und die Betäubungsmittel-Binnenhandelsverordnung (BtMBinHV) von Bedeutung.
Für die Anwendung von Arzneimitteln bei Lebensmittel liefernden Tieren sind das Lebensmittel- und Futtermittelgesetzbuch (LFGB), die Verordnung über Stoffe mit pharmakologischer Wirkung, die Futtermittelverordnung (FMVO), die Tierhalter-Arzneimittelanwendungs- und Nachweisverordnung sowie die europäischen Regelungen Verordnung (EG) Nr. 470/2009, Verordnung (EG) Nr. 37/2010, Verordnung (EG) Nr. 851/1981, Verordnung (EG) Nr. 852/1981, Verordnung (EG) Nr. 316/1993, Verordnung (EG) Nr. 74/2003 und Verordnung (EG) Nr. 1950/2006 maßgeblich.

### Andere Staaten
In der Europäischen Union ist der Verkehr von Tierarzneimitteln durch die Verordnung (EU) 2019/6 über Tierarzneimittel geregelt. Das Kapitel VII, § 103 legt fest, dass für die Abgabe die nationalen Rechtsvorschriften maßgeblich bleiben. Nach § 104 gilt das auch für den Versand von Tierazrneimitteln, soweit dieser nur innerhalb des Mitgliedslands erfolgt. In vielen Ländern, haben Tierärzte wie auch Humanmediziner, die Möglichkeit der direkten Abgabe von Tierarzneimitteln (TAM). Am wenigsten ist die Abgabe von Tierarzneimitteln im Vereinigten Königreich reguliert, hier haben selbst „suitably qualified persons“ (geeignet qualifizierte Personen), also nicht nur Tierärzte, die Erlaubnis zur Abgabe von Tierarzneimitteln. In Norwegen haben neben Tierärzten auch Fischbiologen das Recht zur Verschreibung von Tierazrneimitteln.
In Österreich haben Tierärzte das Dispensierrecht und das Recht auf Führen einer tierärztlichen  Hausapotheke. Es ist durch einige Gesetze und Verordnungen geregelt. In der Schweiz gelten Heilmittelgesetz und Tierarzneimittelverordnung, die Tierärzten die Anwendung und Abgabe von TAM erlauben, wenn sie den Bestand oder das Tier kennen.